# 사이먼 효과
심리학에서 사이먼 효과(Simon effect)는 자극과 반응이 같은 편에 있는 시험과 반대편에 있는 시험 사이에 정확성이나 반응 시간에 차이가 있다는 발견이다. 반응은 일반적으로 자극과 반응이 반대편에 있을 때 더 느리고 덜 정확한 결과를 보여준다. 1960년대 후반에 효과를 처음 발표 한 리차드 사이먼(J. Richard Simon)의 이름을 따서 명명되었다. 효과에 대한 사이먼(Simon)의 원래 설명은 자극의 근원에 반응하는 타고난 경향이 있다는 것이다.
당시 존재했던 정보 처리의 단순한 모델에 따르면, 자극 식별, 응답 선택, 응답 실행 또는 운동 단계의 세 단계의 처리가 있다. 사이먼 효과는 일반적으로 반응 선택 단계에서 발생하는 간섭을 포함하는 것으로 다루어진다. 이것은 더 잘 알려진 스트룹 효과(Stroop effect)를 생성하는 간섭과 유사하지만 구별된다.

## 같이 보기
- H. C. 블로제트